# ブリストル 138
ブリストル 138
ファーンボロ上空を飛行する138A（1937年頃）
- 用途：高高度飛行実験機
- 設計者：フランク・バーンウェル
- 製造者：ブリストル飛行機
- 運用者：王立航空研究所
- 初飛行：1936年5月11日
- 生産数：1機（+1 Type 138Bは完成せず）

ブリストル 138（Bristol Type 138 High Altitude Monoplane）は、1930年代のイギリスの高高度飛行実験機である。本機は固定の尾輪式降着装置を持つ低翼単葉の単発機であった。

## 設計と開発
138は1920年代と1930年代における航空機メーカー間での激しい競争の産物であった。飛行速度、航続距離、高度記録といったあらゆる主要な飛行記録の樹立により数々の名声と共に技術の進歩が生まれた。1930年代では絶対速度記録と絶対航続距離記録は一企業の力の及ばないものとなっており、国家の政府の関与が必要とされた。
ブリストル社はこの分野に参入するには好位置を占めていたが、記録への挑戦と言う場では自社が足踏み状態であることに気付いた。1929年から1934年の間にユンカース W.34、ビッカース ヴェスパ、カプロニ Ca.113や1933年に初めてエベレスト上空を飛行した2機のウェストランド ウォレスといったライバル機により多数の高度記録が樹立されており、これらのライバル機達は全てブリストル社製またはブリストル社設計のエンジンを搭載していた。
航空省がエベレスト飛行の成功に関心を持っていることに気付いたフランク・バーンウェルは、1933年11月に高高度飛行研究用の専用機の製作を提案した。このタイプ 138は、引き込み式降着装置とスーパーチャージャー付のペガサス エンジンを備えた大型の単発単座の単葉機であった。1934年4月にレナート・ドナティ（Renato Donati）が新記録を樹立するまでは何も進展しなかったが、政府援助の下で記録挑戦への飛行を求める大衆の声が高まり、6月に航空省は高度50,000 ft (15,030 m)へ到達可能な2機の試作機に対する要求仕様 2/34を発行した。バーンウェルはタイプ 138の改良型のタイプ 138Aを製作した。この機体は138と同じサイズと構成であったが、特製の2段スーパーチャージャー付のペガサス エンジンを装備し、基本的には単座であったが必要があれば同乗者用の座席を追加できるように考慮されていた。重量軽減を優先事項として鋼管製エンジンマウント以外の胴体は木製モノコック構造、降着装置は軽量な固定式に変更された。
クリフォード・ティンソン（Clifford Tinson）が詳細設計を行ったスーパーチャージャーは、1段目が常時作動で2段目はパイロットが適切な高度で作動させる2段式であった。このシステムでは1段目と2段目の間にインタークーラーを装着していた。
最も効率的な機体設計の確立とパイロットが着用する信頼性のある与圧服の開発という重要な研究は、王立航空研究所とイギリス国立物理学研究所が行った。シーベ・ゴーマン社のロバート・デーヴィスとJ・S・ハルデーン教授が与圧ヘルメットの開発で助けとなった。
1936年初めに完成した標準のペガサスIVエンジンと3枚ブレードプロペラを装備した183Aは、ビッカース ヴェスパ機で世界記録を樹立したシリル・ユーウィンズの操縦で初飛行を行った。更に2回の飛行がフィルトンで行われ、その後に機体はファーンボロへ運ばれてそこで特製のペガサス エンジンと4枚ブレードプロペラ装着のために機体がフィルトンへ戻される前に与圧ヘルメットのテストが実施された。9月5日に機体は再度ファーンボロへ戻ってきた。

## 運用の歴史

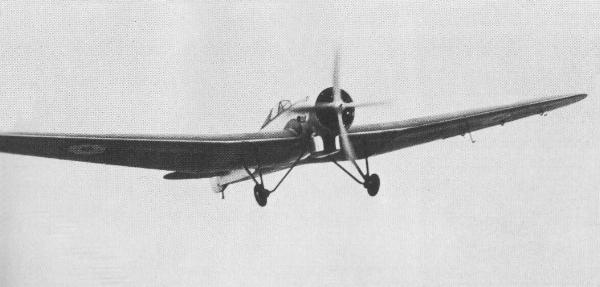
飛行中のブリストル 138

高度記録飛行のパイロットにはF・R・D・スウェイン（F.R.D. Swain）少佐が選ばれた。1936年9月28日にファーンボロの王立航空研究所を離陸し、補助スーパーチャージャーにより高度35,000 ft ( m)相当に保って高度計表示51,000 ft (15,440 m)に到達した。スウェインは酸素濃度の低い環境で2時間の飛行を行い、安全な高度まで降下するために自ら与圧ヘルメットのガラスを破らなければならなかった。この飛行の記録は国際航空連盟により世界高度記録49,967 ft (15,230 m)と認定された。
この飛行の後で機体の開発は続けられて幾つかの小改良が加えられ、この状態で138Aは高度50,000 ft (15,240 m)辺りまでの飛行を6回行った。この期間にイタリアが高度記録を51,364 ft (15,656 m)まで伸ばしていたことを受けて、1937年6月30日にM・J・アダム（M.J. Adam）大尉が2¼時間の飛行を行う中で記録高度まで到達し、これは後に高度記録53,937 ft (16,440 m)と認定された。コックピットのキャノピーが割れて機体は損傷したが、アダムは与圧服のお蔭で生還した。この後、実験飛行は続行されたが高度記録樹立への挑戦はなされなかった。
1935年に2機目がType 138Bとして発注された。この機体は類似の2段スーパーチャージャーを装着して500 hp (370 kW) を発生するロールス・ロイス ケストレル Sエンジンを搭載した複座機になる予定であった。この機体自体は1937年に最終組み立てのためにファーンボロ飛行場に送られたが、エンジンが搭載されることはなかった。

## 派生型
Type 138
製造されず
Type 138A
1機製造
Type 138B
ロールス・ロイス マーリン エンジンを使用するために1機製造。飛行せずに地上教材用機材となる。

## 運用
イギリス
- イギリス空軍

## 要目 (138A)
出典: Bristol Aircraft since 1910
諸元
- 乗員: 1
- 全長: 13.41 m （44 ft 0 in）
- 全高: 3.13 m （10 ft 3 in）
- 翼幅: 20.12 m（66 ft 0 in）
- 翼面積: 52.8 m2 （568 ft2）
- 空虚重量: 1,996 kg （4,391 lb）
- 運用時重量: 2,414 kg （5,310 lb）
- 有効搭載量: kg （lb）
- 最大離陸重量: kg （lb）
- 動力: ブリストル ペガサス P.E.6S 空冷 星型エンジン、373 kW （500 hp）   × 1

性能
- 超過禁止速度: km/h （kt）
- 最大速度: 198 km/h （107 kn） 123 mph
- 巡航速度: km/h （kn） mph
- 失速速度: km/h （kt）
- フェリー飛行時航続距離: km （海里）
- 実用上昇限度: 16,500 m （54,000 ft）
- 上昇率:  （1,430 ft/min (7.27 m/s) at 40,000 ft）
- 離陸滑走距離: m （ft）
- 着陸滑走距離: m （ft）
- 翼面荷重: 45.7 kg2 （9.35 lb/ft2）
- 馬力荷重（プロペラ）: 0.155 kW/kg （0.0942 hp/lb）